# Axel Disasi
Axel Disasi (Gonesse, 11 de marzo de 1998) es un futbolista francés que juega de defensa en el Chelsea F. C. de la Premier League de Inglaterra.

## Trayectoria
Comenzó su carrera deportiva en el Paris FC en 2015, con sólo 17 años.
En 2016 fichó por el Stade de Reims, equipo con el que ascendió a la Ligue 1 en la temporada 2017-18, convirtiéndose en uno de los centrales revelación de la competición en las temporadas 2018-19 y 2019-20.

### A. S. Monaco F. C.
El 7 de agosto de 2020 fichó por el A. S. Monaco F. C., en un traspaso de 13 millones. Debutó el 23 de agosto en la primera jornada de la Ligue 1, y frente a su anterior equipo el Stade de Reims. En este partido también marcó su primer gol con el Monaco, haciendo el 2-2 definitivo en el encuentro.
En total disputó 129 encuentros con la entidad monegasca y en agosto de 2023 fue traspasado al Chelsea F. C., equipo con el que firmó por seis años. En el segundo de ellos fue cedido al Aston Villa F. C. para el tramo final de la temporada.

## Selección nacional
El 30 de noviembre de 2022 debutó con la selección de Francia en un partido contra Túnez del Mundial, torneo al que acudió tras la baja por lesión de Presnel Kimpembe.

### Participaciones en Copas del Mundo
| Mundial      | Sede  | Resultado  | Partidos | Goles |
| ------------ | ----- | ---------- | -------- | ----- |
| Mundial 2022 | Catar | Subcampeón | 3        | 0     |

## Estadísticas

### Clubes
Actualizado al último partido disputado el 7 de noviembre de 2024.
| Club                       | Div.          | Temporada     | Liga  | Liga  | Copas nacionales | Copas nacionales | Copas internacionales | Copas internacionales | Total | Total |
| Club                       | Div.          | Temporada     | Part. | Goles | Part.            | Goles            | Part.                 | Goles                 | Part. | Goles |
| -------------------------- | ------------- | ------------- | ----- | ----- | ---------------- | ---------------- | --------------------- | --------------------- | ----- | ----- |
| Paris F. C. II Francia     | 5.ª           | 2015-16       | 19    | 2     | ―                | ―                | ―                     | ―                     | 19    | 2     |
| Paris F. C. II Francia     | Total club    | Total club    | 19    | 2     | 0                | 0                | 0                     | 0                     | 19    | 2     |
| Paris F. C. Francia        | 2.ª           | 2015-16       | 3     | 1     | 2                | 0                | ―                     | ―                     | 5     | 1     |
| Paris F. C. Francia        | Total club    | Total club    | 3     | 1     | 2                | 0                | 0                     | 0                     | 5     | 1     |
| Stade de Reims II Francia  | 4.ª           | 2016-17       | 21    | 1     | ―                | ―                | ―                     | ―                     | 21    | 1     |
| Stade de Reims II Francia  | 4.ª           | 2017-18       | 2     | 0     | ―                | ―                | ―                     | ―                     | 2     | 0     |
| Stade de Reims II Francia  | 4.ª           | 2018-19       | 13    | 1     | ―                | ―                | ―                     | ―                     | 13    | 1     |
| Stade de Reims II Francia  | Total club    | Total club    | 36    | 2     | 0                | 0                | 0                     | 0                     | 36    | 2     |
| Stade de Reims Francia     | 2.ª           | 2016-17       | 1     | 0     | 0                | 0                | ―                     | ―                     | 1     | 0     |
| Stade de Reims Francia     | 2.ª           | 2017-18       | 13    | 1     | 2                | 0                | ―                     | ―                     | 15    | 1     |
| Stade de Reims Francia     | 1.ª           | 2018-19       | 4     | 0     | 1                | 0                | ―                     | ―                     | 5     | 0     |
| Stade de Reims Francia     | 1.ª           | 2019-20       | 27    | 1     | 5                | 0                | ―                     | ―                     | 32    | 1     |
| Stade de Reims Francia     | Total club    | Total club    | 45    | 2     | 8                | 0                | 0                     | 0                     | 53    | 2     |
| A. S. Monaco F. C. Francia | 1.ª           | 2020-21       | 29    | 3     | 6                | 0                | ―                     | ―                     | 35    | 3     |
| A. S. Monaco F. C. Francia | 1.ª           | 2021-22       | 32    | 1     | 4                | 0                | 9                     | 2                     | 45    | 3     |
| A. S. Monaco F. C. Francia | 1.ª           | 2022-23       | 38    | 3     | 1                | 0                | 10                    | 3                     | 49    | 6     |
| A. S. Monaco F. C. Francia | Total club    | Total club    | 99    | 7     | 11               | 0                | 19                    | 5                     | 129   | 12    |
| Chelsea F. C. Inglaterra   | 1.ª           | 2023-24       | 31    | 2     | 13               | 1                | ―                     | ―                     | 44    | 3     |
| Chelsea F. C. Inglaterra   | 1.ª           | 2024-25       | 2     | 0     | 2                | 0                | 5                     | 1                     | 9     | 1     |
| Chelsea F. C. Inglaterra   | Total club    | Total club    | 33    | 2     | 15               | 1                | 5                     | 1                     | 53    | 4     |
| Total carrera              | Total carrera | Total carrera | 235   | 16    | 36               | 1                | 24                    | 6                     | 295   | 23    |

## Palmarés

### Títulos internacionales
| Título                      | Equipo        | Sede      | Año  |
| --------------------------- | ------------- | --------- | ---- |
| Liga Conferencia de la UEFA | Chelsea F. C. | Breslavia | 2025 |